# Marija v Logu
Marija v Logu (nem. Maria Luggau) je kraj v občini Lesna dolina (nem. Lesachtal) na avstrijskem Koroškem.
Grozdna vas leži v Lesni dolini na 1173 m nadmorske višine in ima 256 prebivalcev (2001).

## Kultura in znamenitosti
- župnijska in romarska cerkev Marije Snežne
- Lurška kapela pod cerkvijo
- Marijina kapela v zaselku Stoffanell
- Samostan v Mariji v Logu : Samostan je bil ustanovljen leta 1591 kot frančiškanski samostan. Prve stavbe so bile zgrajene med letoma 1593 in 1628. Od leta 1635 do danes so samostan vodili serviti, red Marijinih služabnic. V samostanu je od leta 1989 tudi katoliško izobraževalno središče za Gornjo Koroško. Nekatere sobe gledajo na terasast samostanski vrt, ki gleda na ulico. To je eden najpomembnejših zgodnjebaročnih samostanskih vrtov v Avstriji. Njegov odtis in glavne strukture so se ohranile do danes. Poleg steklene hiše je zgodovinsko zanimiva še ena vrtna stavba: osemkotni, zidani vrtni paviljon - ljudsko znan kot »Vrabčkov tempelj« - z leseno lučko iz 17. stoletja. Leta 2008/2009 je bila zunaj in znotraj prenovljena.
- Carinske stanovanjske stavbe
- Kamniti obelisk, spomenik Franzu Freiherru von Schmidt-Zabierowu, 1887
- Mlinska zasedba, na Trattenbachu, pet mlinov na kolesih, 17. in 18. stoletje

## Osebnosti
- Gerd Kühr (* 1952), skladatelj